# Списак епизода серије Више од раја
Више од раја је драмско-комична криминалистичка телевизијска серија коју су створили Роберт Торогуд и Тони Џодан. Премијерно је почела 24. фебруара 2023. године.
Серија Више од раја за сада броји 2 сезоне и 13 епизода.

## Преглед
| Сезона | Сезона | Епизоде | Епизоде | Оригинално емитовање | Оригинално емитовање |
| Сезона | Сезона | Епизоде | Епизоде | Премијера            | Финале               |
| ------ | ------ | ------- | ------- | -------------------- | -------------------- |
|        | 1.     | 6       | 6       | 24. фебруар 2023.    | 7. април 2023.       |
|        | 2.     | 7       | 7       | 24. децембар 2023.   | 26. април 2024.      |
|        | 3.     | 7       | 7       | 27. децембар 2024.   | 2. мај 2025.         |

## Епизоде

### 1. сезона (2023)
У главну поставу су ушли Крис Маршал, Сали Бретон, Зара Амади, Дилан Луелин, Фелисити Монтагју и Барбара Флин.
| Бр. еп. (укупно) | Бр. еп. (у сезони) | Наслов        | Редитељ      | Сценариста        | Премијера         | Гледаност у Британији (милиони) |
| ---------------- | ------------------ | ------------- | ------------ | ----------------- | ----------------- | ------------------------------- |
| 1                | 1                  | "Епизода 1.1" | Сенди Џонсон | Тони Џордан       | 24. фебруар 2023. | 7,57                            |
| 2                | 2                  | "Епизода 1.2" | Рут Карни    | Џејмс Хол         | 3. март 2023.     | 7,15                            |
| 3                | 3                  | "Епизода 1.3" | Мет Картер   | Ејми Гилер        | 10. март 2023.    | 7,04                            |
| 4                | 4                  | "Епизода 1.4" | Сенди Џонсон | Ијан Кершо        | 24. март 2023.    | 6,53                            |
| 5                | 5                  | "Епизода 1.5" | Мет Картер   | Клои Ми Лин Еварт | 31. март 2023.    | 6,39                            |
| 7                | 7                  | "Епизода 1.7" | Мет Картер   | Тони Џордан       | 7. април 2023.    | 6,01                            |

### 2. сезона (2023−24)
Више од раја (2. сезона)

### 3. сезона (2024−25)
Више од раја (3. сезона)